# Circobotys minutimacularis
Circobotys minutimacularis is een vlinder uit de familie van de grasmotten (Crambidae), uit de onderfamilie van de Pyraustinae. De wetenschappelijke naam van deze soort is voor het eerst voorgesteld door Shu-Xia Wang in een publicatie uit 2018.
De soort komt voor in China (Shaanxi).